# Потаповская (Вологодская область)
Потаповская — упразднённая деревня на территории Вытегорского района Вологодской области России. Ныне урочище на территории Анненского сельского поселения

## Название
Известна к 1886 году как Потаповская (Корбозеро). Согласно «Списку населённых мест Олонецкой губернии» 1905 года — в 74 вёрстах от волостного центра села Игнатово

## География
Урочище расположено на берегу реки Корба, при озере Корбозеро. К западу находилась деревня Ермолаевская

## История
Село бывшее государственное, дворов 19, жителей 104, церковь православная.
До упразднения уездно-губернского деления деревня входила в состав Чернослободской волости Олонецкой губернии.
В 1927—1928 годах Потаповская возглавляла Потаповский сельсовет Лодейнопольского округа Ленинградской области. После его упразднения
переведёна в
в Низовский сельсовет (1928—1954 годы): сначала Ковжинского района Лодейнопольского округа Ленинградской области, с 1930 года — Ковжинского района Ленинградской области, с 1937 года — Ковжинского района Вологодской области. После его упразднения деревня перешла Кемский сельсовет.
Точная дата упразднения не выявлена.

## Население
К 1886 году — 104 человека. Согласно «Списку населённых мест Олонецкой губернии» 1905 года — 29 семей, в них 169 человек, из них 79 мужчин,
90 женщин. Все крестьяне.

## Инфраструктура
Было личное подсобное хозяйство с зоной сельскохозяйственного использования, индивидуальная застройка усадебного типа. К 1886 году — 19 дворов, 1905 — 44
Согласно «Списку населённых мест Олонецкой губернии» 1905 года была школа, до почтового отделения: 24 версты.

## Транспорт
Стояла деревня на гужевой дороге. 
Согласно «Списку населённых мест Олонецкой губернии» 1905 года до пароходной пристани: 68 вёрст.